# Jan Shearer
Jan Shearer, född den 17 juli 1958 i Dunedin, är en nyzeeländsk seglare.
Hon tog OS-silver i 470 i samband med de olympiska seglingstävlingarna 1992 i Barcelona.